# Trizeuxis falcata
Trizeuxis falcata – gatunek roślin z monotypowego rodzaju Trizeuxis z rodziny storczykowatych (Orchidaceae). Rośliny z tego gatunku są epifitami i występują w wilgotnych lasach na wysokościach od 200 do 1000 m. Występuje w północnej, centralnej i południowej Brazylii, Kostaryce, Panamie, Gujanie, Wenezueli, Kolumbii, Ekwadorze, Boliwii, Peru oraz na Trynidadzie i Tobago.

## Morfologia
Pseudobulwy małe do około 10 cm, zredukowane. Po 2–5 liści na sympodium, twarde i wyprostowane. Kwiatostany 1–3, wyprostowane i rozgałęzione z dużą liczbą kwiatów (20–150). Kwiaty żółtawe do kremowo-zielonych, dość często z żółtą plamką na warżce. Słupek prosty i około połowy długości płatków, zalążnia gładka.

## Systematyka
Rodzaj sklasyfikowany do podplemienia Oncidiinae w plemieniu Cymbidieae, podrodzina epidendronowe (Epidendroideae), rodzina storczykowate (Orchidaceae), rząd szparagowce (Asparagales) w obrębie roślin jednoliściennych.